# Тох-Орда
Тох-Орда — село в Тляратинском районе Дагестана. Входит в состав сельского поселения сельсовет Тляратинский.

## География
Расположено в 0,2 км к востоку от районного центра — села Тлярата, на реке Ухтильор.

## Население
| 1970 | 1989 | 2002 | 2010 | 2021 |
| ---- | ---- | ---- | ---- | ---- |
| 216  | ↘122 | ↗224 | ↘192 | ↗278 |